# Lolita Chammah
Lolita Chammah (* 1. října 1983 Paříž) je francouzská herečka. Jejím otcem je producent a režisér Ronald Chammah, matkou herečka Isabelle Huppertová. První role dostala již jako dítě koncem osmdesátých let, poprvé hrála ve filmu Ženská záležitost (1988), ve kterém hlavní roli ztvárnila její matka. Naplno se herectví ve filmech začala věnovat v novém tisíciletí. Za svou roli ve filmu Copacabana byla nominována na cenu Prix Lumières coby nejslibnější herečka. Dále hrála například ve filmech Process (2004), Ma première fois (2012) a L'Indomptée (2016), stejně jako v seriálu Aurore (2017).